# Mornago
Mornago est une commune italienne de la province de Varèse dans la région Lombardie en Italie.

## Toponyme
Dérivé du nom latin Maurinus en ajoutant le suffixe génitif -acum, d'origine gauloise.

## Administration
| Période                                  | Période  | Identité      | Étiquette | Qualité |
| ---------------------------------------- | -------- | ------------- | --------- | ------- |
| 8/6/2009                                 | En cours | Paolo Gusella | Lega Nord | employé |
| Les données manquantes sont à compléter. |          |               |           |         |

### Hameaux
Crugnola, Crugnolino, Montonate, Vinago, San Gaetano, C.na Paccini, San Carlo, Torretta, Monte di Tordimonte, C.na Sarticcio, Cascina Bosco grosso, Ponte della Strona, C.na Longina, C.na Ronchetto, Monte La Torre, C.na Rossi, C.na Risora, M.o del Sogno